# Piața Libertății din Satu Mare
Piața Libertății din Satu Mare este un ansamblu de monumente istorice aflat pe teritoriul municipiului Satu Mare.